# 死神くん
『死神くん』（しにがみくん）は、えんどコイチの漫画作品。これを原作にしたテレビドラマ。

## 連載誌、単行本
『フレッシュジャンプ』、『月刊少年ジャンプ』で連載。
ジャンプ・コミックス全13巻、愛蔵版及び文庫版全8巻。

## 内容
「死神」として魂を冥界へ連れて行く役を務める死神くんが、老若男女問わず毎回異なる登場人物に対して生の尊さを訴え、召天させていくヒューマンストーリー。死期の迫った人間、あるいは死期が迫っていないのに死の淵にある人間がメインとなることが多い。各話一話完結形式のショートストーリーで構成される。

## 連載までの経緯など
週刊少年チャンピオンで『アノアノとんがらし』終了後、マンガ家として仕事が無かったえんどコイチは、仕事をもらうために集英社に3本の作品（このうちの1本を描き直したものが「ボクらの委員長の巻」である）の持ち込みに行くも断られてしまう。その後、苦心して書いた作品（『STOP!ザ・じ・さ・つ』）が担当編集者の茨木政彦に認められ、『フレッシュジャンプ』83年6月号に掲載される。その後も半ば押しかけ持ち込みが続き、そのまま連載の形となった。
「真の教育の巻」と「うそつき探偵団の巻」の間、ネタ切れに困って半年間休載したこともある（その間、『ミラクルプッツン大冒険』が掲載された）。
『フレッシュジャンプ』休刊後、『月刊少年ジャンプ』より連載継続のオファーが来てそのまま継続、1年半後に連載終了した。その後、愛蔵版や文庫版と再版されている。
『神の選択』は、日本テレビ系のオムニバスアニメ番組『週刊ストーリーランド』第12回『この中の誰かが死ぬ』の原作となった。
文庫版では、全話収録ながら本人の選んだ数本のみが一部もしくは全体的に改訂されている。この理由は当時の絵があまりにも下手であるからとのこと。なお、言葉など、時代性がずれてしまった物は文庫版発行時期に改めて改訂。また、初掲載時から社会通念の変化に合わせて死神くんと悪魔くんの指が4本指が5本指に変更されている。

## 登場人物
死神くん
死んだ人間の魂を霊界に運ぶ死神。また自殺しようとする人間を説得したり想定外の死者（誤死）を出すことの阻止も仕事のひとつである。
服装はスーツに蝶ネクタイを締め、ソフト帽をかぶっており、子供のような外見をしている。
普段は番号表記で呼ばれており、一般に死神くんと呼ばれているのはNo.413号である。本名や個人的な詳細は一切不明。（本人が「死神には名前は無い」と言っている）
死神なので、銃による攻撃など人間であれば死ぬようなことをされても全く効果が無い。
戦場などでは死神が二人一組で行動するケースもみられる。つぶらな目をしたNo.404号も時々登場する。
「死は運命だからあきらめな」と言いつつ「運命は自分で切り開くものだ」と言ったり、これから死ぬ人間のリストを作っているカア助に「こんな若さで死ぬなんてかわいそうじゃないか」と文句を言ったり、言動が一貫しない。
えんどによれば最初の掲載作品『遠足の日』のキャラクターの流用である。
悪魔くん
半年に一回のペースで登場した魔界の黒き悪魔。
死神くん同様に可愛らしい外見をしている（依頼主のおばあさんからはダッコちゃん人形に間違われたこともある）。3つの願い事をかなえる代わりに願い事をした人間の魂を奪う仕事をしている。死神くん（No.413号）とは犬猿の仲（もしくは腐れ縁）。攻撃的な魔法も使える。悪魔くんにもルールがあり、死亡予定1か月未満もしくはすでに死んでいる人間は契約が無効になる、というもの。死神くんと同じく非情になりきれない面があり、悪魔くんが自ら契約を破棄したケースも。
カア助
規則に厳しく口うるさい霊界ガラス。
元々は死亡予定者の身辺調査･報告担当だったが死神くんの監視役に異動される。人間に助けられるもその人間が死亡予定者だったので、それをかばおうとして他のカラスにいじめられ逆に再教育される結果に。
規則を時々破る死神くん（No.413号）にあきれてそれをとがめながらも共感する、死神くんの結構いい相棒。
死神くんとは異なり不死身ではなく、基本的な部分は普通のカラスと変わらない。
最終回で、平和の使者である余命少ない少女の命を狙う暗殺者に撃たれるも、奇跡的に復活した。
主任
霊界の中間管理職。時々規則を破る死神くんたちに頭を悩ませている。
西洋の宗教画にみられる死神のイメージに近い外見を持つ。ゆえに人間からもすぐ死神と認識され、部下の死神たちからは「さすが主任。有名人だなぁ」と評される。
最終回で、No.413号が最大のタブー（死亡予定者を守るためにそうでない人間（先出の暗殺者）の魂を抜き取り魂の緒を切った＝殺した）を犯して最後の審判にかけられた際に、彼を助けた。

## 作品リスト

### 愛蔵版・文庫版
［］内の注意書きは、文庫版で時代に合わせて全面改稿や追記された内容に関する記述
第1巻
- 死神くん登場！
- STOP!!ザ・じ・さ・つ
- 赤ちゃん狂詩曲〜ベビーラプソディー〜
- 戦場の天使［全面改稿］
- 新しき旅立ち
- 死神くんVS悪魔くん
- 帰郷［携帯の使用など］
- 誘拐犯の娘
- 因果応報
- 中村さんの名医さん

第2巻
- 歌あるかぎり［登場キャラクターの名前変更］
- 偽善者
- 死神くんの山神様
- 40人の子供たち
- 国籍を捨てた地球人
- 無気力からの生還
- 老人の幸せ
- ふたりの父親
- 本物サンタクロース
- 心美人［連載当時、雪の描写で指摘があった］

第3巻
- 最後の疾走
- 女優
- 世界の宝
- おばあちゃんの空き地［全面改稿］
- 人生ラーメン
- ふたりの甲子園
- 愛の時効
- 4人の立場
- いじめの構図
- 海へ…

第4巻
- 正義の味方
- 家庭の味
- あこがれの私
- 自殺志願
- ボクらの委員長
- 神の選択
- 最後の一球
- 老兵は去らず
- やさしき男たち
- 大岡裁き［全面改稿］

第5巻
- 帰ってきた父ちゃん
- 娘どろぼう
- 忠犬ノラ公
- 最後のメッセージ
- 過去からの逃亡
- 取りかえっこ人生
- コンクリート・ジャングル［動物園のライオンの扱いが先入観＜仔ライオンを捕えて動物園で飼う＞で描かれており、現実＜動物園で飼育・繁殖する＞と大きく異なっていた為］
- 真の教育
- うそつき探偵団
- 母ちゃんなんかいなくなれ

第6巻（フレッシュジャンプ収録最終巻）
- なにかしようよ!!
- 生きる価値なしろくでなし
- ヒーロー先生
- 蛍祭り
- 霊界カラス カア助登場
- だまされ上手
- ひとりぼっちが三人
- 老人たちの反乱［発表当時の老人ホームが姥捨山であるとの偏見を排除し、現実的な雰囲気を考慮］
- 前世の殺人
- 砂漠のナイチンゲール

第7巻（ここから月刊少年ジャンプ収録）
- 日本一の家族
- 老刑事の犯罪学
- 本当の自分
- ルール
- 人間不信
- 兄弟のキックオフ
- うそつき太［全面改稿］
- 生きがい
- ドロボウ息子の親孝行
- 山を守る銃声

第8巻（最終巻）
- 復活の絵
- ひとり歩きのクリスマス［全面改稿］
- 千秋楽結びの一番
- 命のザイル
- ノアの方舟
- ミッドナイトジゴロ
- カーテンコール
- ピーマン食べた
- 死神失格

### 単行本（ジャンプコミックス）
太文字は文庫版で全面改稿された作品。
第1巻
- 死神くん登場！の巻
- STOP!!ザ・じ・さ・つの巻
- 赤ちゃん狂詩曲〜ベビーラプソディー〜の巻
- 戦場の天使の巻
- 新しき旅立ちの巻
- 死神くんVS悪魔くんの巻

第2巻
- 帰郷の巻
- 誘拐犯の娘の巻
- 因果応報の巻
- 中村さんちの名医さんの巻
- 歌あるかぎりの巻
- 偽善者の巻

第3巻
- 死神くんの山神様の巻
- 40人の子供たちの巻
- 国籍を捨てた地球人の巻
- 無気力からの生還の巻
- 老人の幸せの巻
- ふたりの父親の巻

第4巻
- 本物サンタクロースの巻
- 心美人の巻
- 最後の疾走の巻
- 女優の巻
- 世界の宝の巻
- おばあちゃんの空き地の巻

第5巻
- 人生ラーメンの巻
- ふたりの甲子園の巻
- 愛の時効の巻
- 4人の立場の巻
- いじめの構図の巻
- 海へ…の巻

第6巻
- 正義の味方の巻
- 家庭の味の巻
- あこがれの私の巻
- 自殺志願の巻
- ボクらの委員長の巻
- 神の選択の巻

第7巻
- 最後の一球の巻
- 老兵は去らずの巻
- やさしき男たちの巻
- 大岡裁きの巻
- 帰ってきた父ちゃんの巻
- 娘どろぼうの巻

第8巻
- 忠犬ノラ公の巻
- 最後のメッセージの巻
- 過去からの逃亡の巻
- 取りかえっこ人生の巻
- コンクリート・ジャングルの巻
- 真の教育の巻

第9巻
- うそつき探偵団の巻
- 母ちゃんなんかいなくなれの巻
- なにかしようよ!!の巻
- 生きる価値なしろくでなしの巻
- ヒーロー先生の巻
- 蛍祭りの巻

第10巻
- 霊界カラス カア助登場の巻
- だまされ上手の巻
- ひとりぼっちが三人の巻
- 老人たちの反乱の巻
- 前世の殺人の巻
- 砂漠のナイチンゲールの巻

第11巻
- 日本一の家族の巻
- 老刑事の犯罪学の巻
- 本当の自分の巻
- ルールの巻
- 人間不信の巻
- 兄弟のキックオフの巻

第12巻
- うそつき太の巻
- 生きがいの巻
- ドロボウ息子の親孝行
- 山を守る銃声の巻
- 復活の絵の巻
- ひとり歩きのクリスマスの巻

第13巻
- 千秋楽結びの一番の巻
- 命のザイルの巻
- ノアの方舟の巻
- ミッドナイトジゴロの巻
- カーテンコールの巻
- ピーマン食べたの巻
- 死神失格の巻

## テレビドラマ
2014年4月18日から6月20日まで毎週金曜日23時15分 - 翌0時15分に、テレビ朝日系の「金曜ナイトドラマ」枠で放送された。主演は嵐の大野智で、大野の金曜ナイトドラマ主演は2009年の『歌のおにいさん』以来、5年ぶりとなった。

### キャスト
詳細な人物説明は原作項目を参照。ここでは簡単な続柄を記載。
死神くん
演 - 大野智
霊界行政機関霊魂取扱官庁から派遣され、人の魂を霊界に導く新米死神。
通し番号は413号。姿は30歳くらいの男性。決めゼリフは、「おめでとうございます！ お迎えにあがりました。」。
言動が一貫しない原作とは違って、ドラマ版では一貫して人間寄りの考えを持ち、時にはルール違反も辞さない。宙に浮いたり、壁をすり抜けたりすることも可能。また、人間界に存在する物体に触れることもできる。人間界では、死神くんの姿は監死官・悪魔・主任を除いては「死亡予定者（死期が迫っている人間）」や一部の関係者にしか見えないが、場合によってはこれらに該当しない人間にも姿を見せる事ができる。人間界の物事に関する知識に疎く、監死官に教わる時も。
第3話のラストにおいて、死神である死神くんにも「寿命」があり、ミスや違反を重ねるごとに短くなっていくという事が明かされた。
監死官
演 - 桐谷美玲
死神No.413の監視役。通し番号は45号。人間界での仮の姿は若い女性とカラス（それとは別に、自ら訓練したカラス達を偵察に使う場面もある）。
外見は美人だが性格は暴力的で辛辣、上司である主任に対してもタメ口で話すほど。人間だけでなく悪魔にも同情する死神くんに呆れているが、「カス」「バカ」などと罵倒しながらも何かと手助けしている。また、監死官自身も人間に非情になりきれない所があり、第6話では高山里奈のために主任を騙して死亡予定者の寿命を無断で伸ばそうとした。
原作でのカア助に当たる。
悪魔
演 - 菅田将暉
死神くんのライバル。黒いロングコートとパーカーを着た、アシンメトリーな白髪の青年の姿をしている。
死神くんが人間界で紛失した「死神手帳」を探し回っている間に、人間界に侵入した。原作と同じく、本来なら天界へ送られるはずの人間の魂を、「願いを3つ叶える」事と引き換えに奪い取る。噂によると、悪魔に奪われた魂は天界ではなく魔界に送られ、悪魔に食べられるという。また、魂が奪えない状態が100日間続くと「消滅」する（主任曰く、これが唯一の退治方法らしい）。
主任
演 - 松重豊
死神くんと監死官の上司。姿は中年男性。
真面目な性格で、特に任務に関してはほとんど妥協が無いが、時々監死官にセクハラ（と若干のパワハラ）めいたちょっかいをかける。

#### ゲスト
複数話・単話登場の場合は演者名の横の括弧（）内に表記。
☆印は死亡決定者、×印は悪魔と契約した者を表す。曖昧な役名は公式HP STORYから引用。
第1話
- 大西 福子（真実の親友）☆ - 大原櫻子
- 小林 真実（読者モデル） - 高田里穂
- 三城 尚之（福子の想い人） - 渡部秀
- 福子の父親 - おかやまはじめ
- 福子の母親 - 池谷のぶえ
- 看護師 - 阿南敦子

第2話
- 島 孝一（大黒生命保険新宿支所営業部社員） - 林遣都（第1話 - 第2話）
- 黒川 弘樹（大黒生命保険新宿支所営業部部長） - 神保悟志
- 山本 健太☆ - 田中奏生
- 山本 大輔（健太の父・多重債務者）☆ - 森下能幸
- 山本 美紀（健太の母） - 舟木幸
- 村田 守（大黒生命保険顧客）☆ - 植木紀世彦
- 江戸 祥子（島の同僚社員） - 田中美登里

第3話
- 桐嶋 譲二× - 柄本時生（第2話 - 第3話）
- 西園寺 瞳（病弱な令嬢）☆ - 杉咲花
- 護衛 - 屋根三郎、恩田括、中村祐樹、出口哲也、加藤裕

第4話
- 山口 真奈美（南雲の交際相手・看護師） - 臼田あさ美
- 須藤 五郎（警備員）× - 安田顕
- 南雲 雄司（医師） - 平岳大
- 高野 洋子（亘の母） - 佐藤仁美
- 南雲 雄平（南雲の父・院長） - 佐々木勝彦
- 村山 信也 - 秋間将汰
- 高野 亘（南雲の担当患者） - 押場大和

第5話
- 佐藤 民江× - 吉行和子
- 佐藤 留吉（民江の夫）☆ - 山本圭
- 佐藤 誠 - 西井幸人
- 片岡 稔（誠の先輩） - 徳山秀典
- 佐藤 順平（民江・留吉の息子） - 堤匡孝
- 佐藤 瑛子（順平の妻） - 津乃村真子
- 佐藤 誠（民江・留吉の孫） - 田中悠太

第6話
- 高山 里奈（女性誌編集長） - 伊藤歩
- 和田 明（結婚詐欺師）☆ - 鈴木浩介
- 桐野 沙也加（結婚詐欺被害者） - 高橋ユウ
- 倉田（警視庁荒川中央警察署刑事） - 掛田誠
- 沢野 美幸（里奈の部下） - 長谷部瞳
- 和田 美優（明の娘） - 佐藤芽
- 中野（倉田の部下） - 大迫一平

第7話
- 立花 ゆかり（シンガーソングライター）× - 清水くるみ（第6話 - 第7話）
- AMI / 中野亜美（シンガーソングライター）☆ - 唯月ふうか
- マサト（ゴーストライター） - 弓削智久
- 佐々木 兼次郎（都芯大学社会学部教授） - 田上ひろし
- 廊下女優 - 黒柳徹子

第8話
- 内田 美恵（翔太の母） - 中越典子（第7話）
- 内田 克也（翔太の父・内田ニュートレード経営者）☆ - 小市慢太郎（第7話）
- 内田 翔太× - 髙橋來（第7話）
- 西島 香織（美恵の友人） - 甲斐まり恵
- 麗香（翔太の同級生） - 横溝菜帆

最終話
- 中平 毅（元簑島食品食肉部課長）× - 田中圭（第8話）
- 簑島 譲二（簑島食品社長） - ベンガル
- 田中 洋介（簑島食品常務） - 中丸新将
- 中村 絵里（簑島食品社長秘書） - 伊藤裕子
- 森 明浩（簑島食品部長） - 宮崎吐夢
- 早田（簑島食品総務部部長） - 吉家章人
- 長友 雄介（元簑島食品食肉部次長） - 菊田大輔
- 木下 義男（簑島食品課長） - 佐藤裕
- 山村 和弘（簑島食品係長） - 日中泰景

### スタッフ
- 原作 - えんどコイチ『死神くん』（集英社文庫）
- 脚本 - 橋本裕志
- 音楽 - 井筒昭雄
- 監督 - 中田秀夫、常廣丈太、筧昌也、本橋圭太
- 主題歌 - 嵐「誰も知らない」（ジェイ・ストーム）[6]
- 監督補 - 佐伯竜一
- 助監督 - 戸﨑隆司
- 撮影 - 林淳一郎、栗林克夫、五木田智
- 音楽プロデュース - 志田博英
- 特殊メイク - 百武朋
- 医療看護監修 - 依田茂樹
- アクションコーディネート - 野口彰宏
- アニマルトレーナー - 佐々木動物プロダクション
- 技術協力 - テイクシステムズ
- CG・美術協力 - テレビ朝日クリエイト
- ポスプロ - 城西/日活ポスプロセンター
- ゼネラルプロデューサー - 内山聖子（テレビ朝日）
- プロデューサー - 飯田爽、西河喜美子（テレビ朝日） / 下山潤（ジャンゴフィルム）
- 協力プロデューサー - 西澤桂
- ラインプロデューサー - 田中誠一
- プロデュース補 - 西原宗実
- 制作協力 - ジャンゴフィルム
- 制作著作 - テレビ朝日

### 放送日程
| 各話                                                      | 放送日  | サブタイトル                                                     | 原作                   | 監督     | 視聴率 |
| --------------------------------------------------------- | ------- | ---------------------------------------------------------------- | ---------------------- | -------- | ------ |
| episode1                                                  | 4月18日 | 心美人お迎えに参りました! あなたの命はあと3日 最期は僕が傍にいる | 『心美人の巻』         | 中田秀夫 | 11.2%  |
| episode2                                                  | 4月25日 | 悪魔誕生 デスノートで上司のいじめに復讐する男!?                  | 『いじめの構図の巻』   | 常廣丈太 | 10.1%  |
| episode3                                                  | 5月02日 | あの海へ 余命2日の令嬢と愛の逃避行〜死神VS悪魔                   | 『海へ…の巻』          | 筧昌也   | 09.9%  |
| episode4                                                  | 5月09日 | 神の選択 密室火災…取り残された5人の運命は!?                      | 『神の選択の巻』       | 本橋圭太 | 10.3%  |
| episode5                                                  | 5月23日 | 老夫婦の幸せ 〜オレオレ詐欺の孫に悪魔が囁く…!!                   | 『老人の幸せの巻』     | 中田秀夫 | 09.4%  |
| episode6                                                  | 5月30日 | だまされ上手!? 〜結婚詐欺師に1000万貢ぐいい女                    | 『だまされ上手の巻』   | 常廣丈太 | 09.7%  |
| episode7                                                  | 6月06日 | 芸能界の女帝バトル…!? 栄光の人気歌手の最期の歌                   | 『歌あるかぎりの巻』   | 筧昌也   | 08.9%  |
| episode8                                                  | 6月13日 | 最終章!! ピーマンと僕の生きる道                                  | 『ピーマン食べたの巻』 | 本橋圭太 | 08.4%  |
| episode9                                                  | 6月20日 | さらば優しい死神!! 最期は僕の傍にいて                            | 『死神失格の巻』       | 本橋圭太 | 09.6%  |
| 平均視聴率 9.7%（視聴率は関東地区・ビデオリサーチ社調べ） |         |                                                                  |                        |          |        |

- 5月16日は『AFC女子アジアカップ2014 グループステージ 日本×ベトナム』放送のため休止。

### 受賞歴
- 「第18回日刊スポーツ・ドラマグランプリ（GP）」の春ドラマ選考で、作品賞、主演男優賞（大野）、助演男優賞（菅田）、助演女優賞（桐谷）の4冠を獲得[9]。
- 「第18回2014年度日刊スポーツ・ドラマグランプリ」の年間決戦で作品賞、主演男優賞（大野）の2冠を獲得[10]。
- 「第81回ザテレビジョンドラマアカデミー賞」で助演男優賞（菅田）、ドラマソング賞を獲得。このほか、作品賞2位、主演男優賞2位（大野）、助演女優賞2位（桐谷）[11]。
- 『月刊TVnavi』のドラマ・オブ・ザ・イヤー2014（4月-6月期）で、作品賞、主演男優賞（大野）、助演男優賞（菅田）、助演女優賞（桐谷）の4冠を獲得[12]。
- 月刊TVnaviの第11回ドラマ・オブ・ザ・イヤー2014年間大賞で、大賞（最優秀作品賞）、最優秀主演男優賞（大野）の2冠を獲得[13]。
- 『TV LIFE』の第24回年間ドラマ大賞2014で、作品賞、主演男優賞（大野）、主題歌賞（誰も知らない）の3冠を獲得。
- 「第52回ギャラクシー賞」マイベストTV賞 第9回グランプリ[14]